# Gruppo di NGC 2523
Il Gruppo di NGC 2523 comprende cinque galassie situate nella costellazione della Giraffa.

## Descrizione
La distanza media tra il centro di massa di questo gruppo e la nostra Via Lattea è di circa 171 milioni di anni luce (52,3 Mpc).

## Membri
Nella tabella sottostante sono riportati i membri del gruppo indicati da Garcia nel suo articolo del 1993.
| Nome                  | Classificazione | Tipo               | RA (J2000.0)  | DEC (J2000.0) | Velocità radiale (km/s) | Magnitudine apparente | Distanza (Mpc) | Dimensioni (kal) |
| --------------------- | --------------- | ------------------ | ------------- | ------------- | ----------------------- | --------------------- | -------------- | ---------------- |
| NGC 2523              | SB(r)bc         | Spirale barrata    | 08h 15m 00.1s | 73° 34′ 44″   | 3471 ± 12               | 11,9                  | 51,7 ± 3,6     | 119              |
| NGC 2441              | SAB(r)b?        | Spirale intermedia | 07h 51m 54.7s | 73° 00′ 56″   | 3466 ± 0                | 12,2                  | 51,5 ± 3,6     | 118              |
| PGC 23781 (NGC 2550A) | Sc              | Spirale            | 08h 28m 39.9s | 73° 44′ 53″   | 3635 ± 10               | 13,26                 | 54,1 ± 3,8     | 93               |
| UGC 4041              | E?              | Ellittica          | 07h 52m 38.2s | 73° 30′ 10″   | 3436 ± 16               | 13,6 ± 0,4            | 51,0 ± 3,6     | 46               |
| UGC 4199              | S?              | Spirale            | 08h 06m 37.2s | 73° 20′ 39″   | 3590 ± 20               | 13,90                 | 53,4 ± 3,8     | 70               |

Il sito DeepskyLog permette di trovare agevolmente le costellazioni in cui sono situate le galassie; in alternativa si possono utilizzare le coordinate delle galassie per individuarle. Se non altrimenti indicato, le coordinate sono quelle fornite dal sito NASA/IPAC (National Aeronautics and Space Administration / Infrared Processing and Analysis Center).